# Heteropoda listeri
Espèce
Heteropoda listeri est une espèce d'araignées aranéomorphes de la famille des Sparassidae.

## Distribution
Cette espèce est endémique de l'île Christmas dans l'océan Indien.

## Description
Le mâle mesure 16,5 mm et la femelle 19 mm.
Il existe deux types d'adultes : un à la carapace de 8 mm de long et un à la carapace de 4 mm de long.

## Étymologie
Cette espèce est nommée en l'honneur de Joseph Jackson Lister.

## Publication originale
- Pocock, 1900 : Chilopoda, Diplopoda and Arachnida. A monograph of Christmas Island (Indian Ocean). London, p. 153-162 (texte intégral).